# U 160 (Kriegsmarine)
De U 160 was een Duitse U-boot van het IXC-type van de Kriegsmarine tijdens de Tweede Wereldoorlog. De commandant was korvetkapitein Georg Lassen.
Hij nam deel in Operatie Paukenschlag in 1942.

## Geschiedenis
Samen met Johann Mohr, Erich Topp, Rolf Mützelburg en Reinhard Hardegen, schuimde hij de Amerikaanse kustwateren af en maakte alsook voor de geallieerde scheepvaart aldaar, de Caribische Zee onveilig. Daar deed hij minstens 5 koopvaardijschepen zinken.
Zijn commandotorenwand-embleem was een "Vikingschip". Volgens zijn familienaam was hij van Noors afkomst.

## GebeurtenisU 160
14 december 1941 - De U 160 verloor 7 man, gedood en één gewond in een brand te Danzig, gedurende de bootwerken op oefening. Drie van de slachtoffers waren machinemaat Melchior Schwipp, Matrozengefreiter (korporaal) August Männel en Matrozengefreiter Heinrich Meckenstock.

## Ondergang
De U 160 werd tot zinken gebracht op 14 juli 1943 ten zuiden van de Azoren, in positie 33° 54′ 0″ NB, 27° 13′ 0″ WL door lucht-torpedo's van Grumman TBF Avenger torpedobommenwerpers en begeleidende Grumman F4F Wildcat jachtvliegtuigen (van VC-29) van de US escorte-vliegdekschip USS Santee (CVE-29). De U 160 ging voorgoed ten onder met 57 manschappen, waaronder de commandant Oberleutnant Gerd von Pommeren-Esche.

## Commandanten
- 16 Okt, 1941 - 14 Jun, 1943: Kptlt. Georg Lassen (Ridderkruis)
- 15 Jun, 1943 - 14 Jul, 1943: Oblt. Gerd von Pommeren-Esche